# Gideon Rose
Gideon Rose est le rédacteur en chef du magazine Foreign Affairs depuis décembre 2000. Il a également siégé au conseil national de sécurité au début de la présidence Clinton, chargé du Proche-Orient et de l'Asie du Sud. Il a également enseigné la politique étrangère américaine à Princeton et Columbia.

## Études
Issu d'une très riche famille new-yorkaise qui a bâti sa fortune dans l'immobilier, Gideon Rose a obtenu un master en humanités de Yale puis un doctorat en gouvernance de Harvard.

## Carrière
En 1985, Gideon Rose est rédacteur en chef adjoint de The National Interest, une revue trimestrielle de politique étrangère. L'année suivante, il occupe ensuite la même responsabilité pour The Public Interest, une revue trimestrielle de politique intérieure.

De 1994 à 1995, il sert comme directeur adjoint au conseil national de sécurité, chargé du Proche-Orient et de l'Asie du Sud.
De 1995 à 2000, il devient directeur adjoint chargé des études sur la sécurité nationale au Conseil des relations étrangères, un think tank non partisan.
En 1996, il donne des conférences à l'Université Princeton sur la politique étrangère américaine, puis il fait de même à l'École des affaires publiques et internationales de l'Université Columbia.
Depuis le 1er décembre 2000, il est rédacteur en chef du magazine Foreign Affairs, une revue bimensuelle prestigieuse éditée par le Conseil des relations extérieures.
Le 22 décembre 2020, il quitte la rédaction de Foreign Affairs, après y avoir travaillé pendant plus de 20 ans. Son dernier article est consacré au sens de l'histoire en politique et dans les relations internationales. Il est remplacé à la rédaction en chef du magazine par Daniel Kurtz-Phelan.

## Quelques articles publiés
Gideon Rose, “Democracy Promotion and American Foreign Policy”, International Security (hiver 2000/2001).

Gideon Rose, “It Could Happen Here: Facing the New Terrorism”, Foreign Affairs (mars/avril 1999).

## Ouvrages édités
James F. Hoge Jr et Gideon Rose, sous la direction, Understanding the War on Terror, Editions Foreign Affairs, 2005, 436 pages.  (ISBN 0876093470)

James F. Hoge Jr et Gideon Rose, sous la direction, America and the World: Debating the New Shape of International Politics, Editions Foreign Affairs, 2003, 360 pages.  (ISBN 0876093152)

James F. Hoge Jr et Gideon Rose, sous la direction,How Did This Happen? Terrorism and the New War, Editions PublicAffairs, 2001, 352 pages.  (ISBN 1586481304)